# Luciano De Crescenzo

Luciano De Crescenzo (Nápoles, 18 de agosto de 1928 - Roma, 18 de julio de 2019) fue un ingeniero, escritor, ensayista, director de cine, actor y presentador de televisión italiano.

## Biografía
Nació en el barrio napolitano de San Ferdinando, hijo de Eugenio De Crescenzo y Giulia Panetta, en el mismo edificio donde un año más tarde nacería Carlo Pedersoli, verdadero nombre de Bud Spencer, con quien cursó la escuela primaria. De joven, trabajó en la empresa de guantes que dirigía su padre. Tras graduarse en el liceo clásico "Jacopo Sannazaro", para cumplir los deseos de sus padres se licenció en ingeniería hidráulica con las máximas calificaciones en la Universidad de Nápoles Federico II; fue alumno de Renato Caccioppoli, que le convenció para elegir esta rama. Posteriormente, estudió electrónica para tener más oportunidades laborales y se trasladó a Milán, donde fue contratado por IBM en 1961, trabajando con la multinacional estadounidense durante dieciocho años. En 1961 se casó con Gilda, de la que se separó en 1966; la pareja tuvo una hija, Paola, nacida en 1963. De 1973 a 1978 mantuvo una relación con la actriz Isabella Rossellini.
En 1979, dejó su trabajo de ingeniero para dedicarse a tiempo completo a la escritura, su verdadera vocación. Su primera obra, Así habló Bellavista: Nápoles, amor y libertad, vendió más de 600.000 ejemplares entre 1976 y 1977, y también fue traducida al japonés, gracias también a su participación en el programa de entrevistas de Maurizio Costanzo Bontà loro. A lo largo de los años, De Crescenzo publicó un total de cincuenta libros, de los que vendió 25 millones de ejemplares en todo el mundo, 7 millones de ellos en Italia; sus obras se han traducido a 19 idiomas y se han distribuido en 44 países. Incluyen una larga serie de novelas, así como ensayos en los que explica temas de filosofía y mitología de forma sencilla y lúdica, además de dedicarse a las costumbres y tradiciones de los napolitanos. Durante su larga carrera, también colaboró con varios periódicos, entre ellos Il Mattino, Il Corriere della Sera y La Repubblica.
En 1978 fue uno de los guionistas de la película de Sergio Corbucci El abogado de paja, con Nino Manfredi y Ugo Tognazzi. En la gran pantalla debutó como actor en Vaticano Show (1980) en el papel del Padre Eterno, junto a su amigo Roberto Benigni, siendo dirigido por Renzo Arbore. En 1982 protagonizó Quasi quasi mi sposo, mientras que en 1984 volvió a unirse a Arbore como protagonista y guionista en su segunda película "FF.SS." - Cioè: "...che mi hai portato a fare sopra a Posillipo se non mi vuoi più bene?". Ese mismo año debutó como director de cine con Così parlò Bellavista, basada en su best seller. El éxito de la película, bien recibida en taquilla y por la crítica, le convenció para dirigir al año siguiente Il mistero di Bellavista (de nuevo basada en uno de sus libros) y la comedia episódica 32 dicembre en 1988, sobre la relatividad del tiempo. En 1990 protagonizó junto a Sophia Loren y Luca De Filippo Sabato, domenica e lunedì, de Lina Wertmüller, mientras que en 1995 escribió, dirigió y protagonizó junto a Teo Teocoli e Isabella Rossellini Croce e delizia, basada en su homónima novela (en español: La dama sin camelias) y considerada por algunos críticos su mejor película. En 2001 protagonizó el telefilme Francesca e Nunziata, de nuevo dirigido por Wertmüller.
En 1978, De Crescenzo fue llamado para presentar su primer programa de televisión, Mille e una luce, en Rete 1. En 1981, junto con su amigo Renzo Arbore, presentó el programa Tagli, ritagli e frattaglie en Rete 2, en el que se emitían fragmentos de varios programas anteriores. En 1984, presentó Bit - Storie di computer en Italia 1, uno de los primeros programas de divulgación informática en Italia, en el que el escritor intentaba explicar de la forma más sencilla posible conceptos básicos de electrónica y la utilidad de los ordenadores. En 1991, en Rai 1, De Crescenzo presentó Zeus - Le gesta degli dei e degli eroi, en el que explicaba la mitología griega. Los episodios del programa se publicaron posteriormente en cintas de vídeo y libros, editados por Arnoldo Mondadori Editore. En 1995 presentó DopoFestival, comentando el Festival de Sanremo de esa edición junto con Serena Dandini. De 1993 a 2007 fue invitado habitual del Maurizio Costanzo Show.
En 1995, Forza Italia le ofreció una candidatura en sus filas, pero la rechazó; en los últimos años se alineó abiertamente varias veces con los Radicales. Se declaraba "cristiano ateo".
En sus últimos años sufrió un trastorno neuropsicológico, prosopagnosia, que no le permitía reconocer los rostros de las personas. Falleció el 18 de julio de 2019, un mes antes de cumplir 91 años, en el Hospital Gemelli de Roma, donde había estado hospitalizado unos días a causa de una neumonía. Tras la capilla ardiente en la sala de la Protomoteca del Palazzo Senatorio en la Plaza del Campidoglio, el funeral se celebró el 20 de julio en Nápoles dentro de la Basílica de Santa Chiara en presencia de colegas y amigos como Domenico De Masi, Renzo Arbore, Marisa Laurito, Mara Venier y el presidente de la Región de Campania Vincenzo De Luca. Posteriormente, el féretro fue enterrado según sus deseos en el cementerio de Furore, municipio de la Costa Amalfitana.
El ayuntamiento de Furore le dedicó el parque de la Pellerina en 2019. El 18 de julio de 2020 se inauguró en Nápoles, en los Quartieri Spagnoli -en la esquina de vico Tre Regine y via Emanuele De Deo-, un gran mural de Michele Quercia que representa el rostro sonriente de De Crescenzo en blanco y negro, flanqueado por su famosa frase: "Io penso che Napoli sia ancora l’ultima speranza che ha l’umanità per sopravvivere" [Yo creo que Nápoles sigue siendo la última esperanza que tiene la humanidad para sobrevivir]. El 26 de julio siguiente, una plaza de Sarno fue bautizada con su nombre, mientras que dos días después se celebró en Nápoles una ceremonia oficial en la que se descubrió una placa dedicada a él en el vicoletto Belledonne, en el barrio de Chiaia. En 2022, Mondadori publicó dos ensayos sobre él: Ci siamo voluti tanto bene, un volumen de recuerdos escrito por sus amigos Renzo Arbore y Marisa Laurito, y Così parlò l'ingegnere, la primera biografía completa de Luciano De Crescenzo, escrita por Andrea Jelardi.

## Obras
- Così parlò Bellavista. Napoli, amore e libertà, Milano, A. Mondadori, 1977.
- Raffaele, Milano, Arti grafiche Adonia, 1970; A. Mondadori, 1978.
- La Napoli di Bellavista. Sono figlio di persone antiche, Milano, A. Mondadori, 1979.
- Zio Cardellino, Milano, A. Mondadori, 1981.
- Storia della filosofia greca. I presocratici, Milano, A. Mondadori, 1983.
- Oi dialogoi. I dialoghi di Bellavista, Milano, A. Mondadori, 1985.
- Storia della filosofia greca. Da Socrate in poi, Milano, A. Mondadori, 1986.
- La domenica del villaggio, Milano, A. Mondadori, 1987. ISBN 88-04-30718-8.
- Vita di Luciano De Crescenzo scritta da lui medesimo, Milano, A. Mondadori, 1989. ISBN 88-04-31748-5.
- Elena, Elena, amore mio, Milano, A. Mondadori, 1991. ISBN 88-04-33304-9.
- Zeus. I miti dell'amore, Milano, A. Mondadori, 1991. ISBN 88-04-35190-X.
- Zeus. I miti degli eroi, Milano, A. Mondadori, 1992. ISBN 88-04-36256-1.
- Il dubbio, Milano, A. Mondadori, 1992. ISBN 88-04-36745-8.
- Croce e delizia, Milano, A. Mondadori, 1993. ISBN 88-04-36719-9.
- I miti degli dei, con 2 VHS, Milano, A. Mondadori, 1993. ISBN 88-04-37480-2.
- Socrate, Milano, A. Mondadori, 1993. ISBN 88-04-38095-0.
- Viaggio in Egitto, como Luciano De Crescenzo & Co., Magreglio, Shakespeare and Company, 1993.
- I miti della guerra di Troia, con 2 VHS, Milano, A. Mondadori, 1994. ISBN 88-04-35956-0.
- Usciti in fantasia. Nove racconti, Milano, A. Mondadori, 1994. ISBN 88-04-38439-5.
- Panta rei, Milano, A. Mondadori, 1994. ISBN 88-04-39374-2.
- I grandi miti greci a fumetti, 24 voll., Novara-Milano, De Agostini-A. Mondadori, 1995.
- Ordine e disordine, Milano, Mondadori, 1996. ISBN 88-04-41598-3.
- Nessuno. L'Odissea raccontata ai lettori d'oggi, Milano, Mondadori, 1997. ISBN 88-04-42532-6.
- Sembra ieri, Milano, Mondadori, 1997. ISBN 88-04-43813-4.
- Il tempo e la felicità, Milano, Mondadori, 1998. ISBN 88-04-44694-3.
- I grandi miti greci. Gli Dei, gli eroi, gli amori, le guerre, Milano, Mondadori, 1999. ISBN 88-04-45431-8.
- Le donne sono diverse, Milano, Mondadori, 1999. ISBN 88-04-46664-2.
- La distrazione, Milano, Mondadori, 2000. ISBN 88-04-47638-9.
- Tale e quale, Milano, Mondadori, 2001. ISBN 88-04-49001-2.
- Storia della filosofia medioevale, Milano, Mondadori, 2002. ISBN 88-04-50291-6.
- Storia della filosofia moderna. Da Niccolò Cusano a Galileo Galilei, Milano, Mondadori, 2003. ISBN 88-04-51203-2.
- Love. L'amore ai tempi del viagra, con Diabolik, Roberto Gervaso, Milo Manara, Flavio Oreglio, Arrigo Petacco, Andrea G. Pinketts, Folco Quilici, il Conte Uguccione, Paolo Villaggio e Stefano Zecchi, Milano, Oscar Mondadori, 2003. ISBN 88-04-52250-X.
- Storia della filosofia moderna. Da Cartesio a Kant, Milano, Mondadori, 2004. ISBN 88-04-52628-9.
- I pensieri di Bellavista, Milano, Mondadori, 2005. ISBN 88-04-53961-5.
- Il pressappoco. Elogio del quasi, Milano, Mondadori, 2007. ISBN 978-88-04-55294-9.
- Il caffè sospeso. Saggezza quotidiana in piccoli sorsi, Milano, Mondadori, 2008. ISBN 978-88-04-57774-4.
- Il nano e l'Infanta, Roma, Il filo, 2008. ISBN 978-88-6185-845-9.
- Monnezza e libertà, Milano, Corriere della Sera, 2008.
- Napoli ti voglio bene. Bellavista trent'anni dopo, Napoli, Grimaldi & C., 2008. ISBN 88-89879-31-9.
- Socrate e compagnia bella, Milano, Mondadori, 2009. ISBN 978-88-04-59064-4.
- Ulisse era un fico, Milano, Mondadori, 2010. ISBN 978-88-04-59823-7.
- Tutti santi me compreso, Milano, Mondadori, 2011. ISBN 978-88-04-61029-8.
- Fosse 'a Madonna!. Storie, grazie, apparizioni della mamma di Gesù, Milano, Mondadori, 2012. ISBN 978-88-04-62114-0.
- Garibaldi era comunista. E altre cose che non sapevate dei grandi della storia, Milano, Mondadori, 2013. ISBN 978-88-04-62978-8.
- Gesù è nato a Napoli. La mia storia del presepe, Milano, Mondadori, 2013. ISBN 978-88-04-63412-6.
- Ti porterà fortuna. Guida insolita di Napoli, Milano, Mondadori, 2014. ISBN 978-88-04-64064-6.
- Stammi felice. Filosofia per vivere relativamente bene, Milano, Mondadori, 2015. ISBN 978-88-04-65431-5.
- Ti voglio bene assai. Storia e (filosofia) della canzona napoletana, Milano, Mondadori, 2015. ISBN 978-88-04-65823-8.
- Non parlare, baciami. La filosofia e l'amore, Milano, Mondadori, 2016. ISBN 978-88-04-66354-6.
- 7 idee per 7 filosofi, Milano, Mondadori, 2016. ISBN 978-88-04-67235-7. [adaptación de Socrate e compagnia bella]
- Sono stato fortunato. Autobiografia, Milano, Mondadori, 2018. ISBN 978-88-04-68506-7.
- Napolitudine. Dialoghi sulla vita, la felicità e la smania 'e turnà, con Alessandro Siani, Milano, Mondadori, 2019. ISBN 978-88-04-68505-0.
- Accadde domani. Scritti quasi profetici, a cura di Paola De Crescenzo, Milano, Mondadori, 2020. ISBN 978-88-04-73182-5.

## Filmografía

### Director
- Così parlò Bellavista (1984)
- Il mistero di Bellavista (1985)
- 32 dicembre (1988)
- Croce e delizia (1995)

### Guionista
- El abogado de paja (La mazzetta), de Sergio Corbucci (1978)
- Vaticano Show ( Il pap'occhio), de Renzo Arbore (1980)
- "FF.SS." - Cioè: "...che mi hai portato a fare sopra a Posillipo se non mi vuoi più bene?", de Renzo Arbore (1983)
- Così parlò Bellavista , de Luciano De Crescenzo (1984)
- Il mistero di Bellavista, de Luciano De Crescenzo (1985)
- 32 dicembre, de Luciano De Crescenzo (1988)
- Croce e delizia, regia di Luciano De Crescenzo (1995)
- Ulisse: My Name Is Nobody (Ulisse. Il mio nome è Nessuno) – serie de televisión (2010)

### Actor
- Vaticano Show ( Il pap'occhio), de Renzo Arbore (1980)
- Quasi quasi mi sposo, de Vittorio Sindoni (1982)
- "FF.SS." - Cioè: "...che mi hai portato a fare sopra a Posillipo se non mi vuoi più bene?", de Renzo Arbore (1983)
- Così parlò Bellavista, de Luciano De Crescenzo (1984)
- Il mistero di Bellavista, de Luciano De Crescenzo (1985)
- 32 dicembre, de Luciano De Crescenzo (1988)
- Sabato, domenica e lunedì, de Lina Wertmüller (1990)
- Croce e delizia, de Luciano De Crescenzo (1995)
- Francesca y Nunziata (Francesca e Nunziata), de Lina Wertmüller – telefilme (2001)
- Stasera lo faccio, de Alessio Gelsini Torresi e Roberta Orlandi (2005)
- Così parlò de Crescenzo, de Antonio Napoli (2016)
- Sie nannten ihn Spencer, de Karl-Martin Pold (2017)

## Premios
- 1977 – Premio Scanno
- 1978 – Palma d'oro de Bordighera
- 1984 – Globo d'oro y Premio Bancarella
- 1985 – 2 David de Donatello
- 1985 – Telegatto (categoría Miglior trasmissione di attualità e cultura), por Bit
- 1985 – 2 Nastro d'argento
- 1985 – 2 Chaplin en Vevey
- 1985 – 2 Festival d'Annecy
- 1993 – Premio Fregene
- 1998 - Premio Cimitile por su obra El tiempo y la felicidad
- 2018 – San Gennaro Day